# Cheirostylis divina
Cheirostylis divina är en orkidéart som först beskrevs av Emilio Guinea, och fick sitt nu gällande namn av Victor Samuel Summerhayes. Cheirostylis divina ingår i släktet Cheirostylis och familjen orkidéer.

## Underarter
Arten delas in i följande underarter:
- C. d. divina
- C. d. ochyrae